# 중앙수산생물방역센터
중앙수산생물방역센터는 안전한 수산물의 공급을 위해 수산생물 방역업무를 종합적으로 담당하기 위해 설립된 대한민국 해양수산부 국립수산과학원 소속기관이다. 수산생물방역센터는 2009년부터 전국 8개 지역에 시설을 설치 중이며, 국립수산과학원 내 중앙수산생물방역센터는 수산생물 방역업무를 총괄한다. 부산광역시 기장군 기장읍 해안로에 위치하고 있다.

## 같이 보기
- 중앙공무원교육원
- 중앙경찰학교
- 중앙소방학교
- 중앙119구조단
- 중앙전파관리소
- 중앙신체검사소
- 중앙보훈병원